# Mentol
Mentol (mentholum) glavni sastojak ulja koje se izdvajaju iz metvice (Mentha piperita).
Mentol se koristi i u nekim duhanskim proizvodima, a nalazi se u filteru. Mentol smanjuje plodnost, ako se miješa s duhanom.